# Aurora Gruescu
Aurora Gruescu (n. 11 mai 1914, Oituz – d. 2005) a fost prima femeie inginer silvicultor din lume și prima româncă intrată în Guinness Book. Aceasta a practicat meseria de silvicultor timp de 25 de ani, având contribuții considerabile în domeniul ei, precum primul plan de împădurire națională din România, stabilit la suprafața de 100.000 ha, și lucrările de combatere avio-chimică a dăunătorilor din pădurile infestate din jurul Bucureștiului.

## Biografie
S-a născut într-o familie de dascăli, tatăl ei fiind învățător.
În anul 1933, după terminarea liceului, a fost îndemnată de părinți să studieze medicina, susținând examenul de admitere, pe care l-a luat. De asemenea, s-a înscris și la facultatea de silvicultură, însă rezultatele la cea din urmă se comunicau cu o lună mai târziu, timp în care ea a ales sa urmeze medicina, dar care nu a atras-o. A renunțat la facultatea din urmă, reușind să intre la cea de silvicultură. În toamna următoare a dat un examen de specializare alături de alți 129 de candidați pentru 13 locuri, pe care l-a trecut. A fost singura persoană de sex feminin studentă în cadrul respectivei facultăți, stârnind atât admirația, dar și controverse, întrucât cei din jur o îndemnau să renunțe.

## Activitate
Într-o perioadă marcată de prejudecăți misogine, o astfel de carieră era considerată tipic bărbătească. De aceeași desconsiderare a avut parte și în timpul regimului comunist, când a fost expropriată, fiind considerată dușman al poporului. 
A fost silvicultor între 1938 și 1973.
A contribuit la primul plan de împădurire națională din România, stabilit la suprafața de 100.000 ha, și la lucrări de combatere avio-chimică a dăunătorilor din pădurile infestate din jurul Bucureștiului, publicând în acest sens, în „Revista Pădurilor” mai multe articole.
Cu toate acestea, s-a bucurat de aprecierea multor femei, pentru care a constituit un exemplu, dar și din partea unor organizații internaționale. A fost membru de onoare al Societății „Progresul Silvic”, filiala Prahova (1992), membru de onoare al Asociației Generale a Inginerilor din România și al Ministerului Apei, Pădurilor și Protecției mediului (1996). După pensionare, în 1996, a obținut Medalia de Argint Mare la Expoziția Filatelică binațională România-Israel, dar și o nominalizare pentru titlul de „Personalitatea anului 1997” de către The American Biographical Institute. În primăvara anului 2002 a fost numită Cetățean de Onoare al orașului Bușteni.
Recordul cu privire la practicarea profesiei a fost confirmat abia în 16 februarie 2000.
I-a fost dedicată o carte intitulată „Legământ cu taina codrilor”, scrisa de ziarista Rodica Simionescu în 2001, care urmărește drumul femeilor ce doreau să urmeze o carieră în silvicultură.
Aceasta a murit în 2005.